# Hamburg-Holstenstraße
Hamburg-Holstenstraße – przystanek kolejowy w Hamburgu, w Niemczech. Znajduje się tu 1 peron.